# J. Mallorquí
José Mallorquí Figuerola (Barcelona, 12 de febrero de 1913 - Madrid, 7 de noviembre de 1972) fue un prolífico escritor español de literatura popular y galardonado guionista, que escribió bajo más de una treintena de seudónimos, y especialmente conocido por su serie El Coyote. Fue padre de los también escritores Eduardo y César Mallorquí.

## Biografía

### Infancia y juventud
José Mallorquí Figuerola nació el 12 de febrero de 1913 en Barcelona. Era hijo natural de Eulalia Mallorquí Figuerola y de José Serra Farré, quien se negó a renocerle, por lo que le fueron asignados los apellidos maternos, aunque su padre sí entregó una importante aportación económica a su madre para su manutención. Fue criado por Ramona, quien ejerció de abuela; hasta 1917 que ingresó en un internado de los Salesianos en Sarriá. Esta niñez le produjo su carácter tímido y soñador. Como escribió años más tarde, en 1967: «Un día me fueron a buscar a la salida del colegio y me dijeron que Ramona, mi abuela, había muerto. Me sentí infinitamente solo. Y así estuve hasta que conocí a la que hoy es mi mujer.» 
Fue mal estudiante y a los 14 años abandonó el colegio y comenzó a buscarse la vida trabajando, sin dejar de ser un gran lector de todo cuanto caía en sus manos. 
En 1931, a los 18 años, fallece su madre y él recibe una pequeña herencia, que le proporcionó un periodo de bienestar y lujo y una vida diletante, practicando toda clase de deportes: natación, el esquí y montañismo, y sin necesidad de trabajar.
Exento de incorporarse al frente durante la Guerra Civil por su mala visión, se casó en 1936 con Leonor del Corral Abuin, hija del crítico teatral y periodista Carlos del Corral, a pesar de la oposición de la madre de ella.

### Inicios profesionales
En 1933 comienza a trabajar para la Editorial Molino como traductor. Solo dominaba el francés, pero querían traductores de inglés, así que recurrió a un amigo original de Inglaterra, que no hablaba español, pero sí francés. El amigo traducía del inglés al francés, y Mallorquí del francés al español. Más tarde, aprendió inglés sin más ayuda que un diccionario. Tradujo entonces muchas obras para la «Biblioteca Oro» de Molino y realizó algunos relatos cortos de complemento para la citada biblioteca y episodios para la «Serie Popular Molino», que publicaba historias de nueva factura sobre antiguos héroes del folletín como Búfalo Bill, o Nick Carter.
Al estallar la guerra en España, la editorial Molino se traslada a Buenos Aires, donde continúa su actividad. Aunque desde España, Mallorquí continúa traduciendo para ella la mítica colección «Hombres Audaces», que publicaba en castellano las aventuras de los héroes «Doc Savage», «La Sombra», «Bill Barnes» y «Pete Rice», y que continuaría, más adelante, con las de «El Vengador», «El Capitán» y «Jim Wallace» (personaje este, que era en realidad el Nick Carter publicado por Street & Smith).
Mallorquí se anima a escribir aventuras como las que traduce y publica en «La Novela Deportiva», de Molino (que se publicó en Argentina a partir de 1937), larguísima colección íntegramente escrita por Mallorquí y que constó de 44 novelas, más otras doce en su segunda época, ya publicadas en España.
Bajo su nombre y distintos seudónimos escribió también biografías de conquistadores españoles, cuentos infantiles y cuatro novelas de detectives para la «Biblioteca Oro»: El misterio de los guantes negros, El misterio de los tres suicidas, La travesía del Audaz y Ébano. Al término de la guerra, con el regreso de Molino a España, tanto «Hombres Audaces» como «La Novela Deportiva» fueron editados en la Península. Como una suerte de experimento de Pablo Molino, se crea la subcolección «Hombres Audaces: Nuevos Héroes», en la que el editor contaría con sus jóvenes promesas, como Mallorquí, Hipkiss y Vallvé para escribir nuevos títulos de héroes hispanos. 
Mallorquí comenzó escribiendo el remedo de «Pete Rice» con la serie «Tres Hombres Buenos» que debía sin embargo bien poco a su homóloga americana por sus planteamientos y personajes. A este título, y en la misma colección, se sumó «Duke», un personaje al que Mallorquí profesaba un especial cariño y que se ha tildado de inspirado en Jim Wallace, si bien su autor afirmaba que le recordaba más a Doc Savage. 
Mallorquí y Hipkiss se habían forjado ya una sólida reputación como profesionales de la Novela Popular y Molino le ofreció la dirección de «Narraciones Terroríficas», la versión hispana de «Weird Tales», que Mallorquí preparaba en España (seleccionando, traduciendo y escribiendo relatos propios), pero que únicamente llegó a publicarse en Argentina y México. Los diecisiete relatos propios que incluyó en la colección, los puso por afición, ya que no los cobró.

### Reconocimiento y éxito
Comenzó a escribir gran cantidad de westerns para distintas editoriales, entre las que se hallaba la recién creada Ediciones Clíper, de Germán Plaza; en una de las colecciones de Clíper,«Novelas del Oeste» que su editor le había encargado, Mallorquí escribió la que sería primera de sus novelas sobre un famoso personaje, El Coyote, firmándola como Carter Mulford y basándose en «El Zorro», personaje creado por Johnston McCulley para las revistas pulp americanas All Story y The Argosy. El personaje gustó a Mallorquí y propuso a Pablo Molino una colección basada en dicho personaje, pero lo rechazó. Entonces Mallorquí propuso el proyecto a Germán Plaza, editor de Clíper, que lo aceptó y fue un éxito. Mallorquí escribió durante una década novelas con este personaje y además se editó una revista de cómics ilustrada por Batet y cuyos guiones realizaba el propio Mallorquí, álbumes de cromos, películas, e incluso números especiales. La serie alcanzó 192 títulos hasta 1953, y ha sido objeto de varias reediciones. La serie no fue sólo publicada en España, sino en Hispanoamérica y Europa (Argentina, Brasil, Francia, Italia, Gran Bretaña, Alemania, Austria, Suecia, Noruega, Dinamarca y Finlandia)
Desde el año 49, Mallorquí había probado fortuna con «Pueblos del Oeste», o «Jíbaro», colección sacada por Clíper en 1951 que narraba las oscuras aventuras de Juanito Jíbaro Vargas, un ser sanguinario y atormentado que vengaba la muerte de su padre y locura de su madre en los primeros episodios y que se mostraba como una suerte de antihéroe, que no cuajó entre un público acostumbrado a héroes más luminosos. En «Jíbaro", Mallorquí mostró las bajas pasiones y los ambientes más hediondos, la «cara sucia», del Oeste. 
Otro de sus trabajos en aquella época fue la Colección «Futuro». Mallorquí deseaba llevar a España la novela de ciencia ficción tal como hiciera en Argentina con el género de terror, pero el proyecto no parecía interesar y sólo le pedían «coyotes». Al final recurrió a Germán Plaza, que como siempre aceptó. La colección «Futuro» no duró mucho pese a su éxito de ventas; le faltaron las grandes firmas internacionales.

### Últimos años
En 1953, nace su hijo César, que será también escritor. Acepta una oferta de la cadena SER y comienza a trabajar para la radio. Allí dio comienzo a varios seriales radiofónicos. Su primer serial fue «Dos hombres buenos». Realizó otros muchos trabajos para la radio, como «El Coyote», «Los Bustamante», «Lorena Harding» o «La tierra antes de Adán», un programa de divulgación sobre la prehistoria. Recibió el Premio Ondas en dos ocasiones (1954 y 1964), y el Premio Nacional de Radio (1965). Además llevó a la novela gran parte de aquellas historias, que serían publicadas por la editorial Cid. «Dos hombres Buenos», por ejemplo, se publicó entre febrero de 1958 y abril de 1962, alcanzando la enorme cifra de 100 números. «Los Bustamante» se publicaron, también por Cid, entre los años 1962 y 1963, a lo largo de 23 novelas. 
En 1954, José, su esposa Leonor del Corral y sus hijos, se trasladaron a Madrid. Había ido quedándose algo sordo y coleccionaba desde vitolas de puro hasta sellos o armas de fuego (a pesar de que era un convencido pacifista).
En 1967 su esposa enferma de leucemia; tras una inútil lucha contra el cáncer fallece en el hospital en junio de 1971. Por entonces su marido escribía los guiones radiofónicos de Miss Móniker, y en 1972, aquejado de diabetes y artrosis, un grave problema de espalda le imposibilita continuar escribiendo, por lo que tiene que recurrir a dictar a una secretaria. Deprimido por la reciente muerte de su esposa, se suicidó la madrugada del 7 de noviembre de 1972, de un disparo de pistola en la sien. La nota que dejó fue sencilla: «No puedo más. Me mato. En el cajón de mi mesa hay cheques firmados», y firmó «Papá». Y debajo: «Perdón». Tenía 59 años.
30 años después, el 16 de marzo de 2001, su hijo Eduardo Mallorquí también se suicidó.